# New Dance Group
Le New Dance Group (ou NDG) est un collectif de danseurs américains, créé à New York en 1932, afin de faire passer un message politique à travers la danse. Affilié à ses débuts au Parti communiste, ce groupe eut des soucis pendant la période du maccarthysme, au cours des années 1950.

## Histoire
Le New dance group a été fondé en février 1932 à New York, par six danseuses (Fanya Geltman, Miriam Blecher, Edith Lambert, Edna Ocko, Rebecca Rosenberg, Pauline Schrifman et Grace Wylie, des étudiantes de Hanya Holm) lors d'un rassemblement communiste à Manhattan. Le New Dance Group organisait des leçons à prix très modérés (une dime pour une heure de leçon, une heure d'improvisation sur un thème social, et une heure de débats) et eut rapidement du succès auprès des classes populaires. Le groupe devint rapidement un des leaders dans le champ des organisations liées à la Workers Dance League (Ligue Ouvrière de Danse), présentant des danses à thèmes sociaux de haut niveau artistique.
Le quotidien Libération écrit ainsi: « Brigade de choc maniant l'agit-prop, les danseuses-chorégraphes sont en relation avec l'intelligentsia de gauche de New York et le courant le plus abstrait de la danse moderne. »
Le groupe se produit dans les syndicats et les rassemblements communistes. Il traite des questions brûlante de l'actualité de son temps : la Grande Dépression, la misère, mais aussi la ségrégation raciale.
Le New Dance Group attire rapidement des danseurs, des chorégraphes et des professeurs d'horizons variés: Sophie Maslow, Anna Sokolow, Jean Erdman et Jane Dudley - toutes originaires de la compagnie de Martha Graham - les rejoignent; ainsi que Bill Bales et Joe Gifford venant du groupe Humphrey-Weidman; et Eve Gentry et Mary Anthony qui, tout comme les fondatrices du groupe, avaient d'abord travaillé avec Hanya Holm.
Mis à part la danse moderne, Erdman enseignait la danse hawaïenne, Hadassah la danse indienne, et Pearl Primus donnait des cours de danse africaine - sans oublier le ballet classique. La diversité artistique rejoignait la philosophie du groupe, qui accueillait des personnes de toutes origines (ethniques, religieuses, etc.), malgré la chape de plomb de la ségrégation.
Travaillant collectivement, le New Dance Group continua dans les années 1940 et 1950 sur sa lancée. Jane Dudley, Sophie Maslow et Bill Bales montèrent les Trio Dudley-Maslow-Bales, qui partirent dans de grandes tournées dans les années 1940. De nouveaux-venus les rejoignirent, tels Donald McKayle, Talley Beatty et Daniel Nagrin.
Sur le plan politique, le groupe évolue et se rapproche de diverses luttes : contre le franquisme (avec la troupe d'Anna Sokolow) et le nazisme, pour le New Deal, pour la promotion des noirs américains
Il atteint une sorte d'apogée en se produisant à Broadway en 1948,.
Sur le plan artistique, certains attribuent à ce groupe un rôle déterminant. Pour Marie-Christine Vernay, journaliste à Libération, « ce mouvement a fortement marqué l'évolution de la danse. »

### Sources
- Exposition Dance is a weapon, au Centre national de la danse à Pantin (France) en février-avril 2008.